# Lukas MacNaughton
Lukas Michael MacNaughton (ur. 8 marca 1995 w Nowym Jorku) – kanadyjski piłkarz pochodzenia austriackiego z obywatelstwem belgijskim i amerykańskim występujący na pozycji środkowego obrońcy, reprezentant Kanady, od 2025 roku zawodnik amerykańskiego D.C. United.
Jego ojciec pochodzi z Kanady, matka z Austrii, zaś on sam urodził się w Stanach Zjednoczonych. W wieku siedmiu lat przeprowadził się z rodziną do Belgii, by następnie przenieść się na studia do Kanady.